# Um Dia de Cão
Dog Day Afternoon (bra/prt: Um Dia de Cão)  é um filme estadunidense de 1975 do gênero drama policial dirigido por Sidney Lumet, e estrelado por Al Pacino, com roteiro baseado em fatos reais.
O roteiro foi inspirado em artigos dos jornalistas Thomas Moore e P. F. Kluge escritos no New York Daily News sobre episódio ocorrido no bairro do Brooklyn, em Nova Iorque, no dia 22 de agosto de 1972.

## Sinopse
Numa tarde quente no Brooklyn dois homens planejam roubar um banco e o resultado será um desastre. O roubo deveria ter levado apenas dez minutos. Quatro horas depois, o banco parecia um espetáculo de circo. Oito horas depois, era notícia em toda a rede de TV. Doze horas depois, toda a história atinge o seu clímax e resolução mostrando quem é o verdadeiro protagonista.

## Elenco
- Al Pacino – Sonny
- John Cazale – Sal
- Gary Springer – Stevie
- Sully Boyar – Mulvaney
- John Marriott – Howard
- Jay Gerber – Sam
- Carol Kane – Jenny
- Charles Durning – Moretti
- James Broderick – Sheldon
- Chris Sarandon – Leon
- Lance Henriksen – Murphy

## Principais prêmios e indicações
Oscar 1976 (EUA)
- Venceu na categoria de melhor roteiro original.
- Indicado nas categorias de melhor ator (Al Pacino), melhor ator coadjuvante (Chris Sarandon), melhor filme, melhor diretor e melhor montagem.

BAFTA 1976 (Reino Unido)
- Venceu na categoria de melhor ator (Al Pacino) e melhor edição.
- Indicado nas categorias de melhor direção, melhor filme, melhor roteiro e melhor trilha sonora.

Prêmio David di Donatello 1976  (Itália)
- Recebeu um prêmio David especial.

Globo de Ouro 1976 (EUA)
- Indicado nas categorias de melhor diretor de cinema, melhor filme - drama, melhor ator novato em cinema - drama (Chris Sarandon), melhor roteiro de cinema, melhor ator coadjuvante (John Cazale e Charles Durning).